# Барацка
Барацка (рум. Barațca) — село у повіті Арад в Румунії. Входить до складу комуни Пеуліш.
Село розташоване на відстані 395 км на північний захід від Бухареста, 25 км на схід від Арада, 49 км на північний схід від Тімішоари.

## Населення
За даними перепису населення 2002 року у селі проживали 222 особи.
Національний склад населення села:
| Національність | Кількість осіб | Відсоток |
| -------------- | -------------- | -------- |
| румуни         | 211            | 95,0%    |
| угорці         | 10             | 4,5%     |

Рідною мовою назвали:
| Мова      | Кількість осіб | Відсоток |
| --------- | -------------- | -------- |
| румунська | 211            | 95,0%    |
| угорська  | 11             | 5,0%     |